# بنجامين بوس
بنجامين بوس (بالإنجليزية: Benjamin Boss)‏ هو عالم فلك أمريكي، ولد في 9 يناير 1880 في ألباني في الولايات المتحدة، وتوفي بنفس المكان في 17 أكتوبر 1970.

## وصلات خارجية
- بنجامين بوس على موقع الموسوعة البريطانية (الإنجليزية)